# Michaela Sprague
Pour les articles homonymes, voir Michaela et Sprague.
Michaela Sprague, née le 13 mai 1988 à Portland dans le Maine, est une actrice et danseuse américaine.

## Filmographie
- 2008 : Sexy Dance 2 (Step Up 2: The Streets) : la fille gothique
- 2011 : Acceptance (court métrage) : Kayla
- 2012 : Royal Pains (série télévisée) : une danseuse
- 2012 : Boardwalk Empire (série télévisée) : une danseuse
- 2013 : Smash (série télévisée) : une danseuse
- 2015 : Film Lab Presents (série télévisée) : elle-même
- 2015 : The Night Before : la fille d'Isaac
- 2016 : Billions (série télévisée) : Fiona
- 2017 : Last Week Tonight with John Oliver (série télévisée) : une danseuse
- 2018 : The Luring : Claire